# Baron Denman

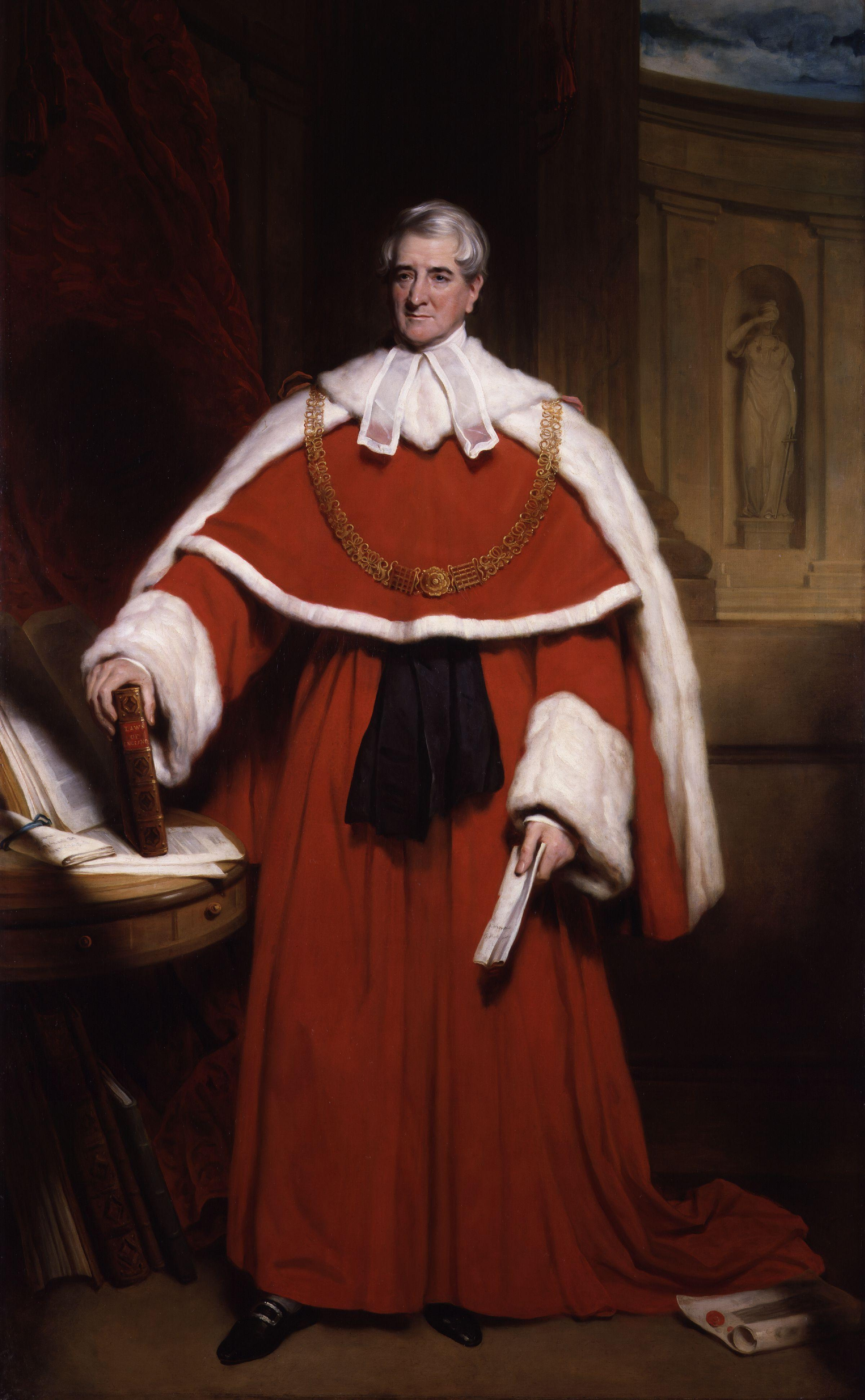
Thomas Denman, 1. Baron Denman

Baron Denman, of Dovedale in the County of Derby, ist ein erblicher britischer Adelstitel in der Peerage of the United Kingdom.

## Verleihung und nachgeordnete Titel
Der Titel wurde am 28. März 1834 für Sir Thomas Denman, geschaffen. Dieser war ein bedeutender Jurist seiner Zeit und Lord Chief Justice of England and Wales gewesen.
Beim kinderlosen Tod seines Ur-urenkels, des 4. Barons, fiel der Titel 1971 an dessen Cousin Sir Charles Denman, 2. Baronet, als 5. Baron. Dieser hatte 1957 von seinem Vater, dem Unterhausabgeordneten Richard Denman (1876–1957), dem jüngeren Bruder des 3. Barons, den fortan nachgeordneten Titel Baronet, of Staffield in the County of Cumberland geerbt, der diesem am 2. Juli 1945 in der Baronetage of the United Kingdom verliehen worden war.
Heutiger Titelinhaber ist seit 2012 dessen Sohn Richard Denman als 6. Baron.

## Liste der Barone Denman (1834)
- Thomas Denman, 1. Baron Denman (1779–1854)
- Thomas Aitchison-Denman, 2. Baron Denman (1805–1894)
- Thomas Denman, 3. Baron Denman (1874–1954)
- Thomas Denman, 4. Baron Denman (1905–1971)
- Charles Denman, 5. Baron Denman (1916–2012)
- Richard Denman, 6. Baron Denman (* 1946)

Titelerbe ist der älteste Sohn des jetzigen Barons, Hon. Robert Denman (* 1995).